# 台中市公車35路
台中市公車35路行駛自文修停車場至南區公所，由台中客運營運。此路線主要行駛於西屯路、健行路、台中路、五權南路、高工路，途中經過許多重點學區、百貨商圈、文教單位，為台中市重要路線之一。

## 歷史
- 本路線原行駛「台中車站-僑光技術學院(今僑光科大)」。
- 2013年7月26日：原僑光科技大學端點延駛至文修停車場，並改為雙向行駛「福星路－福星北路－黎明路－漢翔路」，原「逢甲大學城」、「福星同心路口」站位取消。[1]
- 2015年1月1日：增停「逢甲大學（逢甲路）」。
- 2016年7月1日：增停「福星北西苑路口」。
- 2016年8月29日：35區間車（臺中火車站→南區公所）停駛。[2]
- 2016年11月28日：調整班距，尖峰時間自5-15分一班調整為5-20分一班，離峰時間15-30分一班調整為20-30分一班[3]
- 2019年1月1日：「臺中火車站」去程、回程站位分別更名為「臺中車站（民族路口）」、「臺中車站（臺灣大道）」。
- 2019年5月1日：取消「五權南忠明南路口」(往高工路方向)。
- 2019年11月30日：配合繞駛臺中車站，進臺中轉運中心月台停靠，並增設「臺中車站」單邊設站（D月台）。[4]
- 2020年10月20日：配合臺中市政府交通局實行「臺中捷運綠線通車前，捷運沿線公車站名調整」作業，「西屯洛陽路口」站更名為「捷運文心櫻花站（西屯路）」。
- 2021年5月31日：「一心市場」更名為「三民錦新街口」。
- 2023年5月1日：「下橋仔」往南區公所方向取消站位。

## 路線基本資料
全程行車里數約18公里，全程行車時間約1小時20分。往文修停車場63站，往南區公所61站。
自文修停車場起，沿漢翔路、黎明路、福星北路、福星路、逢甲路、西屯路、健行路、學士路、五權路、三民路、精武路、雙十路、建國路、台中路、南門路、國光路、興大路、學府路、建成路、五權南路、高工路、工學六街、工學路至南區公所。

### 時刻表
- 時刻表僅供參考，請以台中客運網站公告為準。

| 台中市公車35路時刻列表                                                                                             | 台中市公車35路時刻列表                                                                                             |
| --- | --- |
| 集福堂發車 | 南區公所發車 |
| 平／假日 尖峰時間：班距15～30分/班 06:00～07:30、16:30～18:00 離峰時間：班距30～40分/班 07:30～16:30、18:00～22:00 | 平／假日 尖峰時間：班距15～30分/班 06:00～07:30、16:30～18:00 離峰時間：班距30～40分/班 07:30～16:30、18:00～22:05 |

### 收費
- 一般市區公車（1～999、綠1～綠4）：依里程計費，收費費率為［2.431×搭乘里程數×（1+5%營業稅）］元。
  - 於基本里程8公里內票價為全票20元、半票11元。
  - 兒童、老人、身心障礙者及其陪伴者依規定半票收費，半票收費費率為原收費費率的一半。
  - 市民限定交通卡：前10公里免費，超過10公里部分票價比照收費費率，且上限為10元。
- 小黃公車（黃1～黃25）：免費。
- 幸福公車（梨山1）：票價比照臺中市計程車收費費率，持電子票證刷卡全程免費。
- 市民小巴（市民小巴1～市民小巴4）：票價比照一般市區公車收費費率，持電子票證刷卡全程免費。

### 停站
- 參見右側站牌路線圖，綠色路段表示行駛優化公車專用道。

## 圖片集

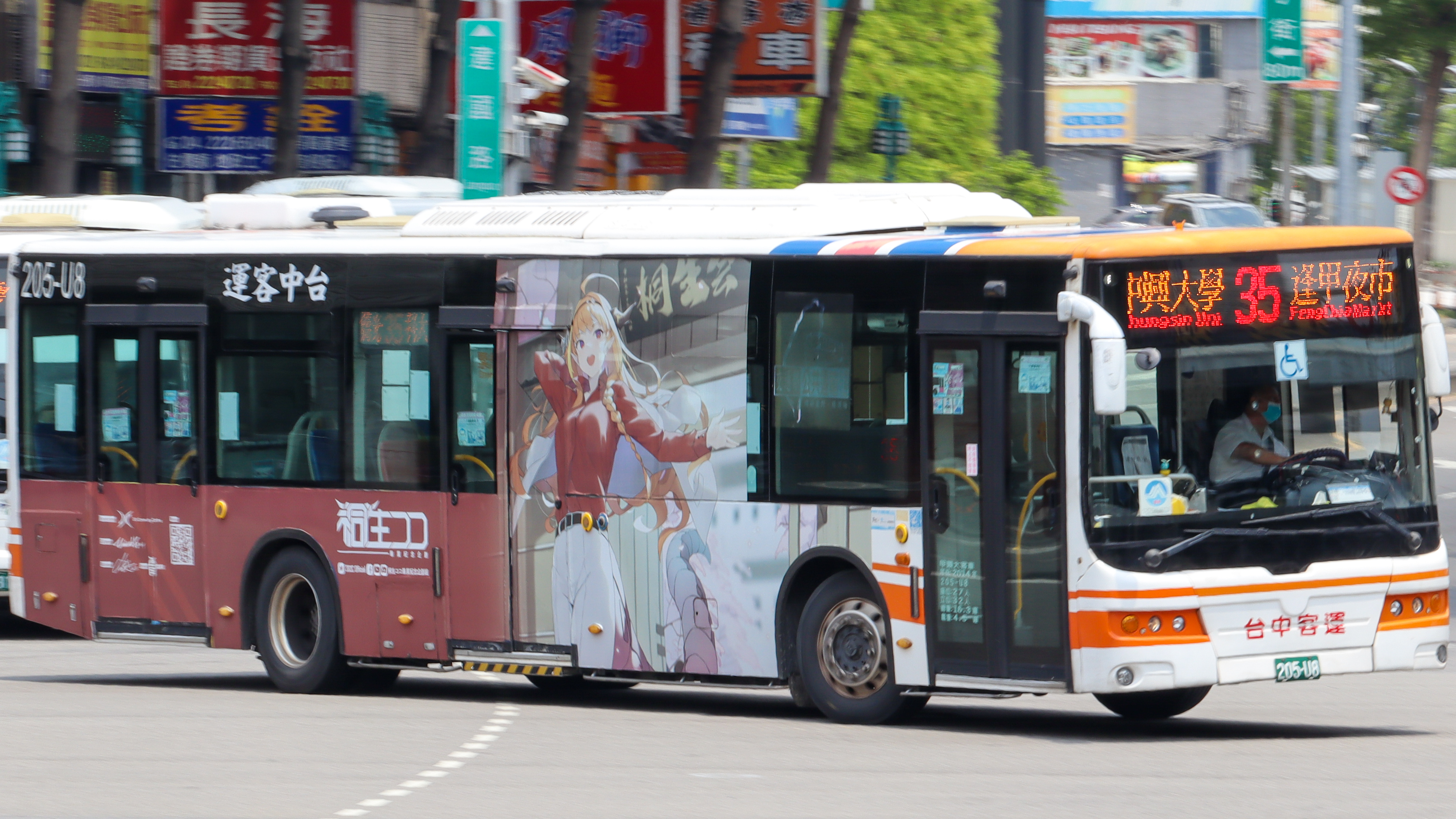
配置於本路線的公車
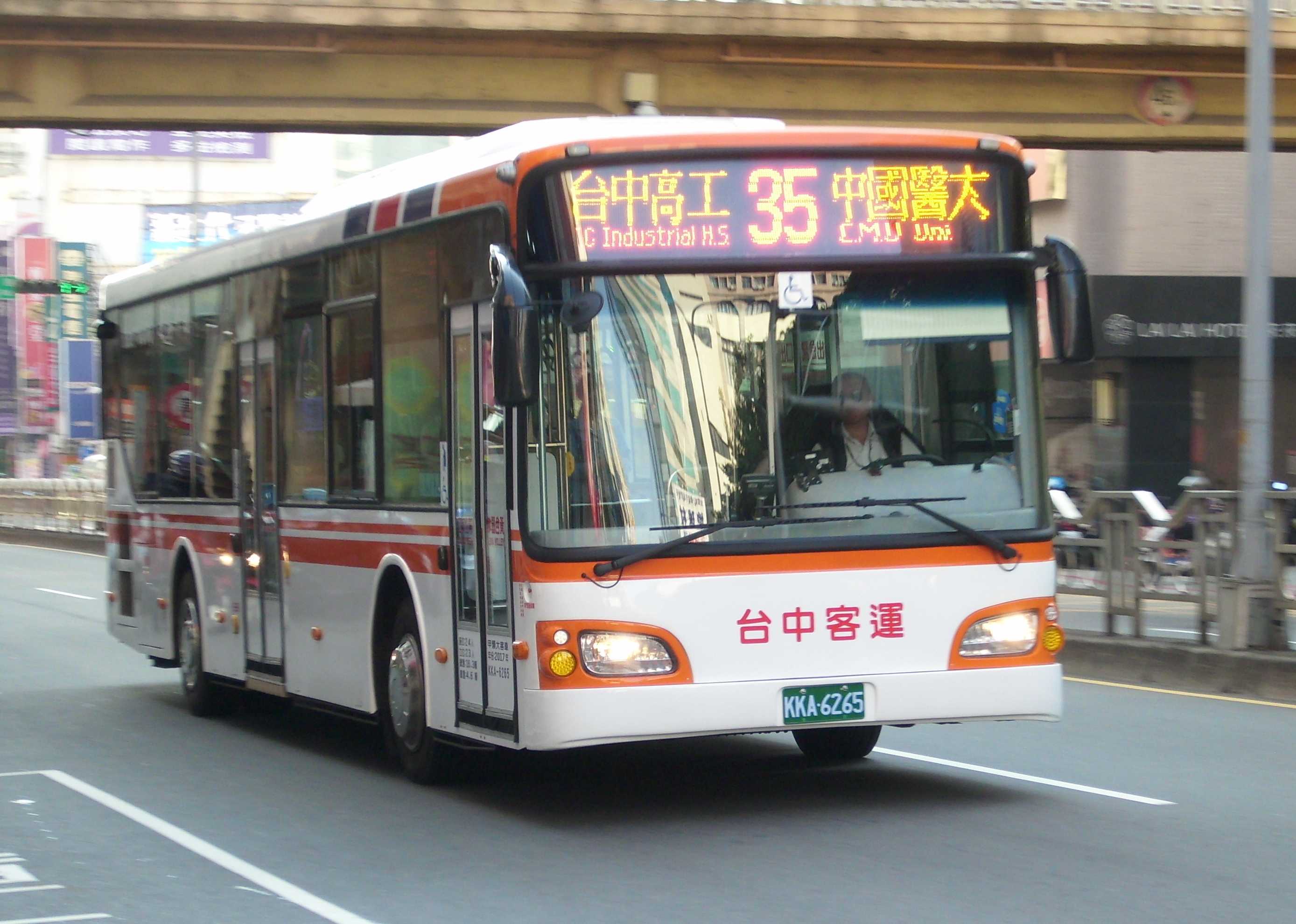
配置於本路線的公車
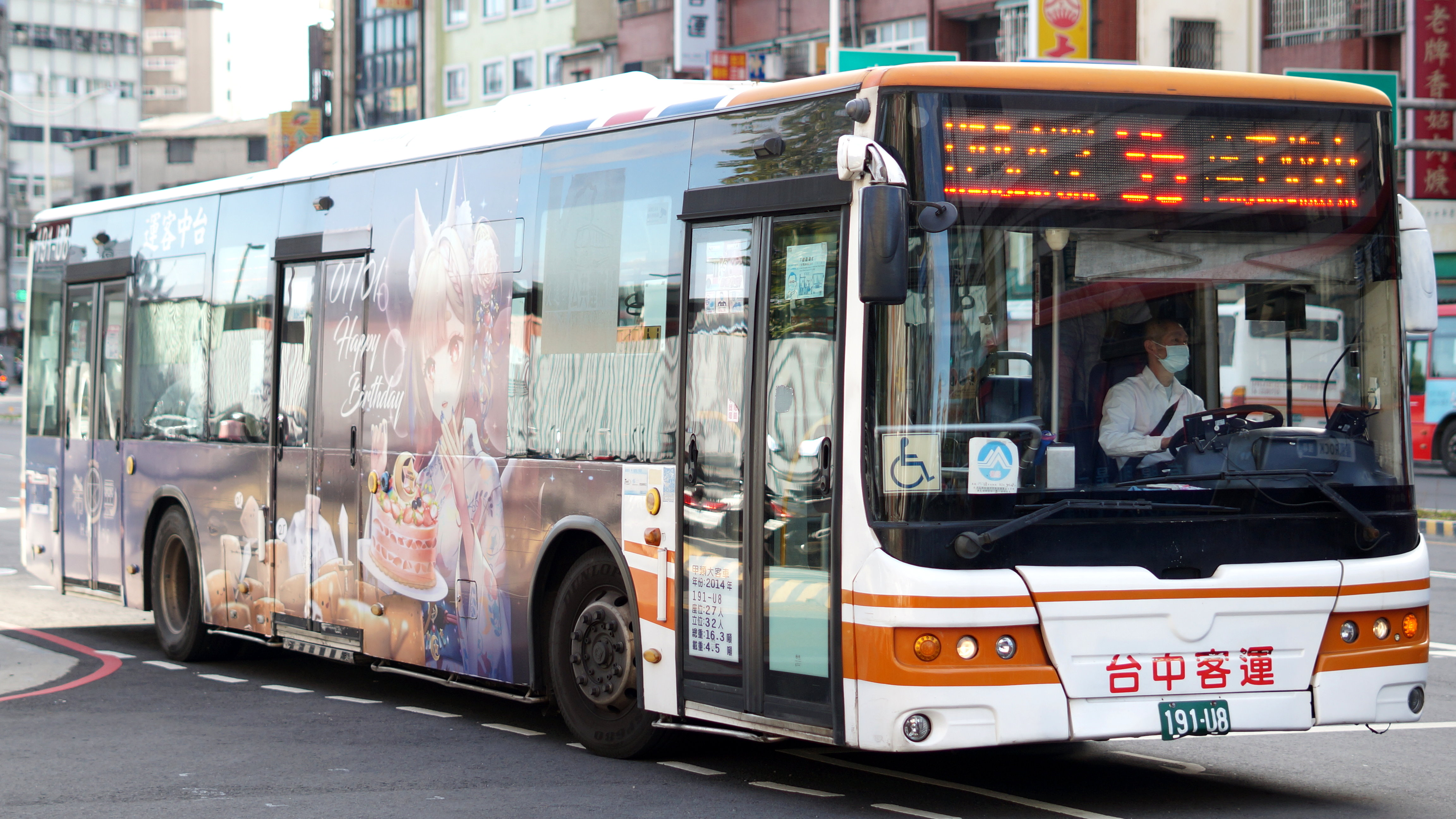
配置於本路線的公車
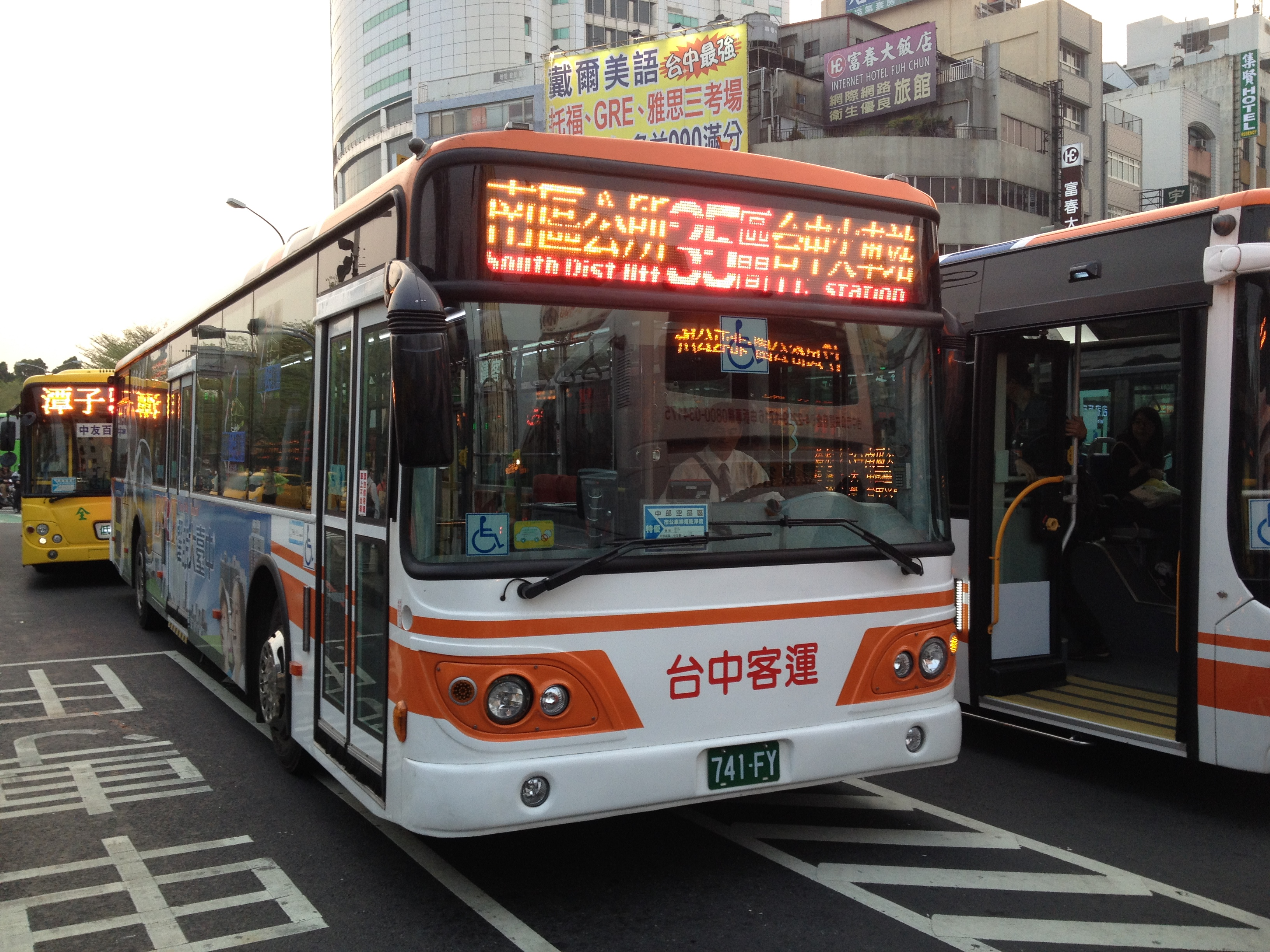
35路區間車（現已停駛）
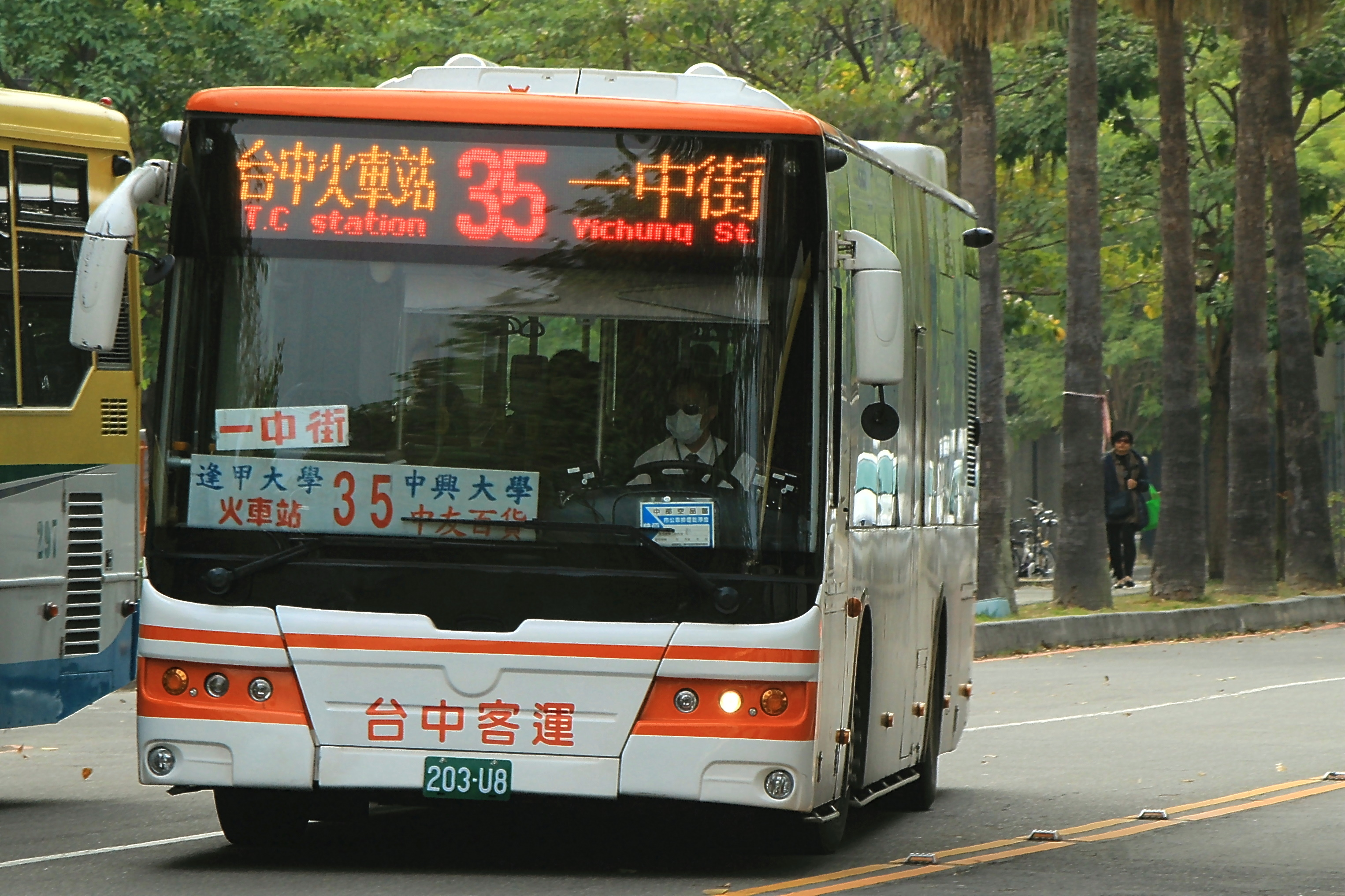
配置於本路線的金旅XML6125三門低底盤公車
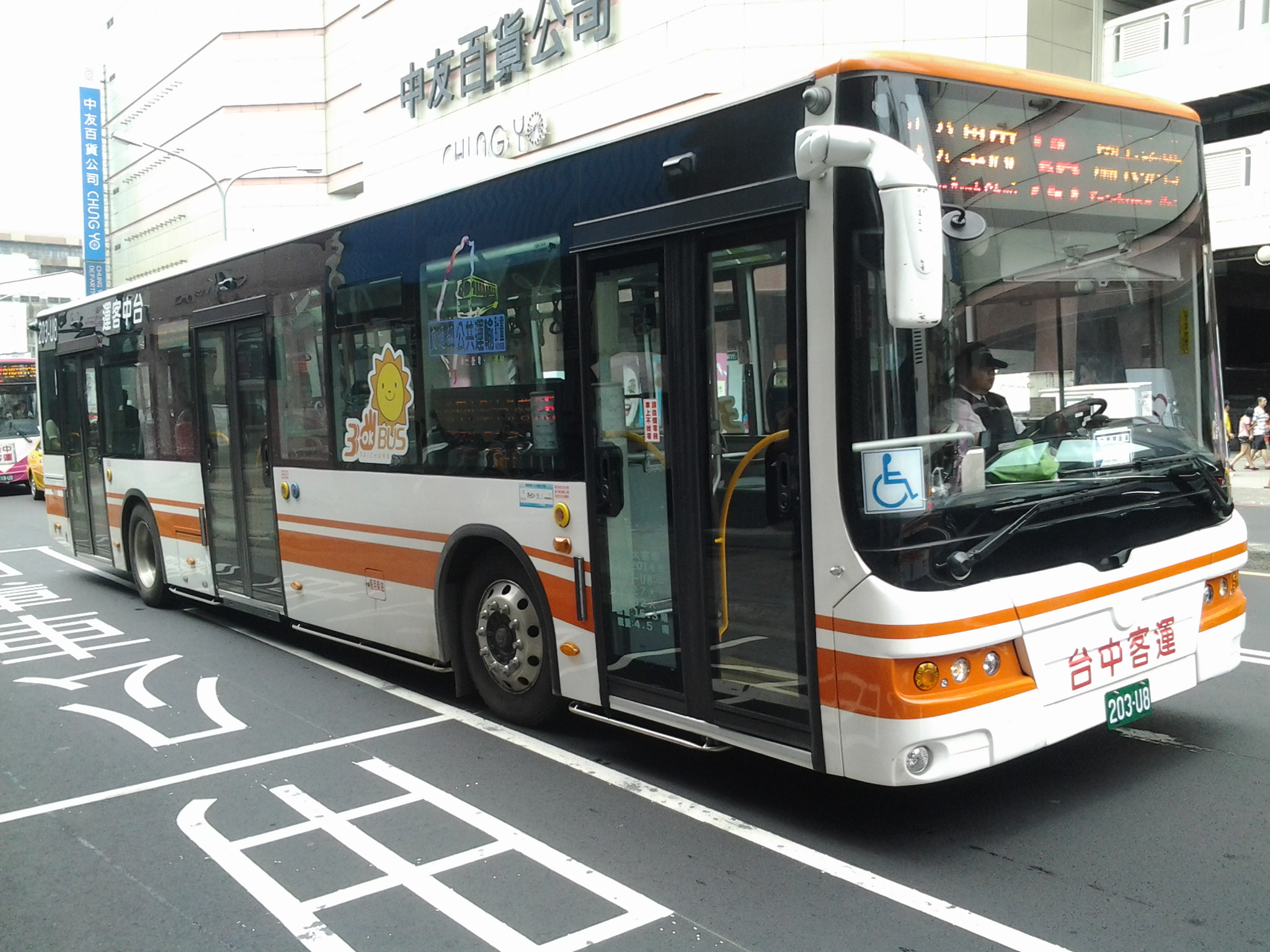
配置於本路線的金旅XML6125三門低底盤公車
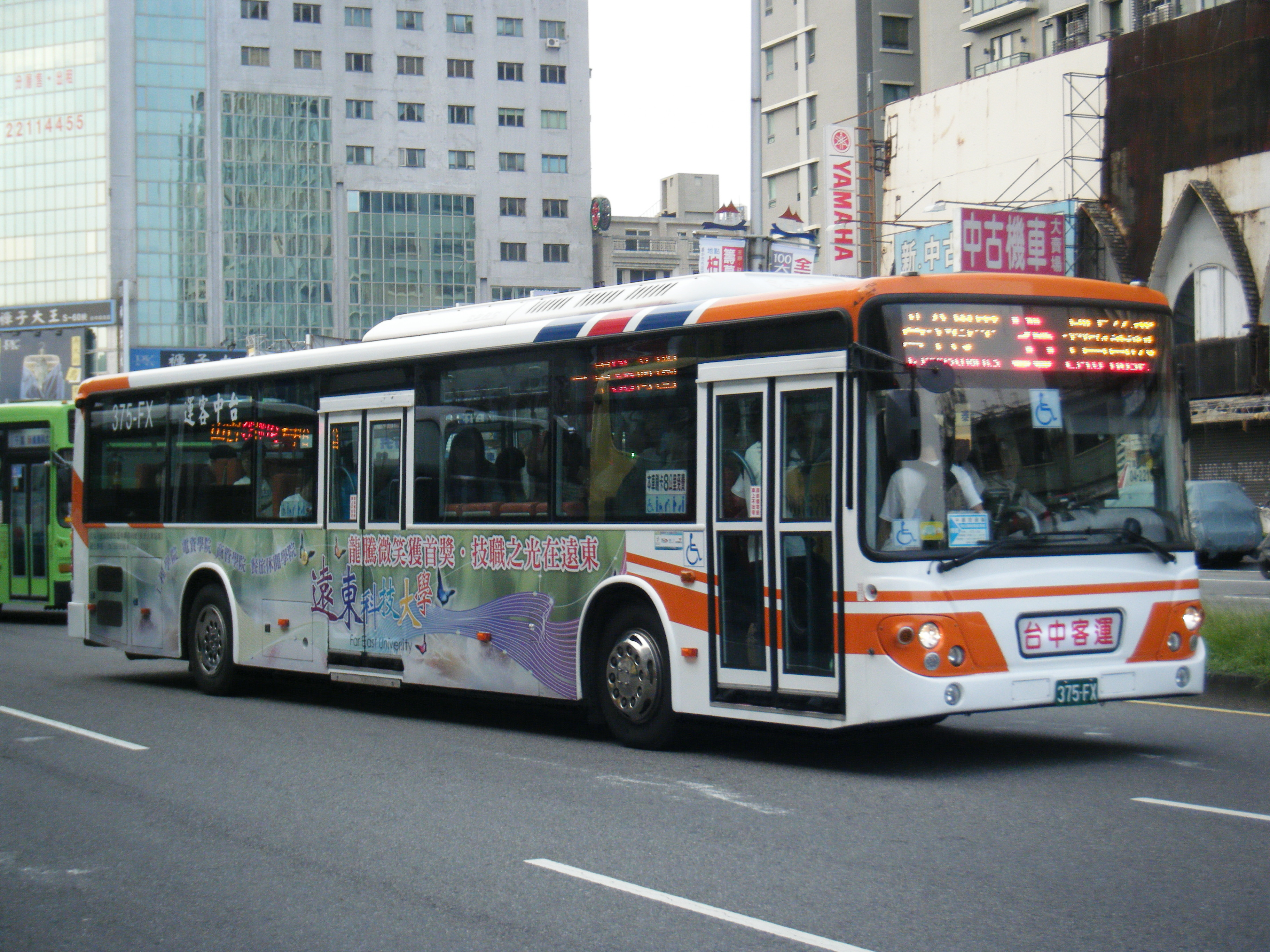
配置於本路線的大宇BS120CN低底盤公車
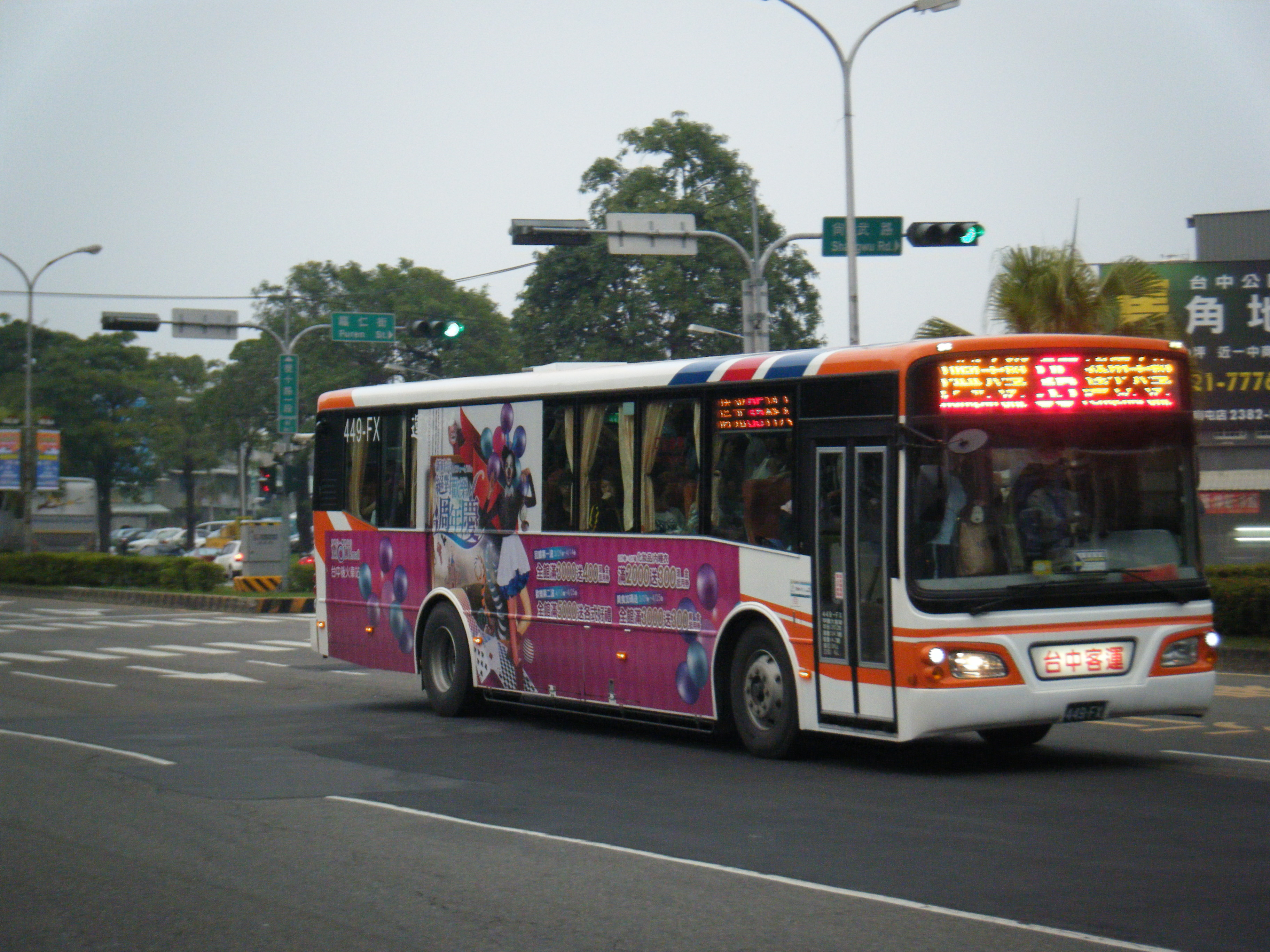
曾配置於本路線的HINO RK8JRSA高巴